# Gromadzka rada narodowa
Gromadzka rada narodowa – organ władzy państwowej na terenie gromady. Były to najniższe ogniwa administracji państwowej, łączące po kilka wsi.
Powiatowe rady narodowe określały skład liczbowy rady, tak by zgodnie z ustawą jeden radny przypadał na 100 mieszkańców, a GRN liczyła nie mniej niż 9 i nie więcej niż 27 osób.

## Zadania
Do zadań GRN należało:
- popieranie rozwoju produkcji rolnej
- zaspokajanie potrzeb komunalnych, socjalnych i kulturalnych mieszkańców
- zapewnienie wykonania przez mieszkańców obowiązków wobec państwa
- opracowanie planów gospodarczych i programów rozwoju gromady
- utrzymywanie dróg lokalnych, sieci zaopatrzenia, usług oraz urządzeń socjalno-kulturalnych i komunalnych.

Z grona radnych GRN wybierała prezydium złożone z: przewodniczącego, zastępcy, sekretarza prezydium i dwóch lub trzech
członków.
Gromadzka Rada Narodowa realizowała swoje zadania na sesjach, za pośrednictwem wybieranych przez siebie komisji (stałych i doraźnych) oraz prezydium. Instytucjami pomocniczymi gromadzkiej rady narodowej były zebrania wiejskie mieszkańców oraz pełnomocnicy rady. Czynności kancelaryjne rady, komisji i prezydium wykonywało biuro gromadzkie.

## Okres stanowienia
Gromadzkie rady narodowe działały od 1955 r. Na podstawie ustawy o reformie podziału administracyjnego wsi i powołaniu gromadzkich rad narodowych z 25 września 1954 r., wojewódzkie rady narodowe uchwaliły podział powiatów na gromady, następnie powiatowe rady narodowe określiły liczebność gromadzkich rad narodowych. 
5 grudnia 1954 r. odbyły się pierwsze wybory do gromadzkich rad narodowych. Głosowano na jednolite listy przygotowane przez Front Jedności Narodu. Kolejne wybory miały miejsce: 2 lutego 1958, 16 kwietnia 1961, 30 maja 1965 i 1 czerwca 1969. Kadencje trwały początkowo 3, potem 4 lata.
Od 1 stycznia 1973 ich zadania przejęły gminy.